# Nyerereíta
La nyerereíta es un mineral de la clase de los minerales carbonatos y nitratos. Fue descubierta en 1963 en el volcán Ol Doinyo Lengai, en la Región de Arusha (Tanzania), siendo nombrada así en honor de Julius K. Nyerere, presidente de Tanzania cuando el mineral fue encontrado. Un sinónimo poco usado es su clave: IMA1963-014.

## Características químicas
Es un carbonato de sodio y calcio, anhidro. Es el equivalente con calcio de la eitelita (Na2Mg(CO3)2) con magnesio.
Es polimorfo con el mineral de zemkorita, de igual fórmula química pero que cristaliza en el sistema cristalino hexagonal.

## Formación y yacimientos
Es el principal componente se las llamadas lavas carbonatitas. Se encuentra en ellas en forma de fenocristales, persistentes debido al rápido enfriamiento.
Suele encontrarse asociado a otros minerales como: halita, silvina, fluorita, gregoryíta o calcita.